# 神鉄六甲駅

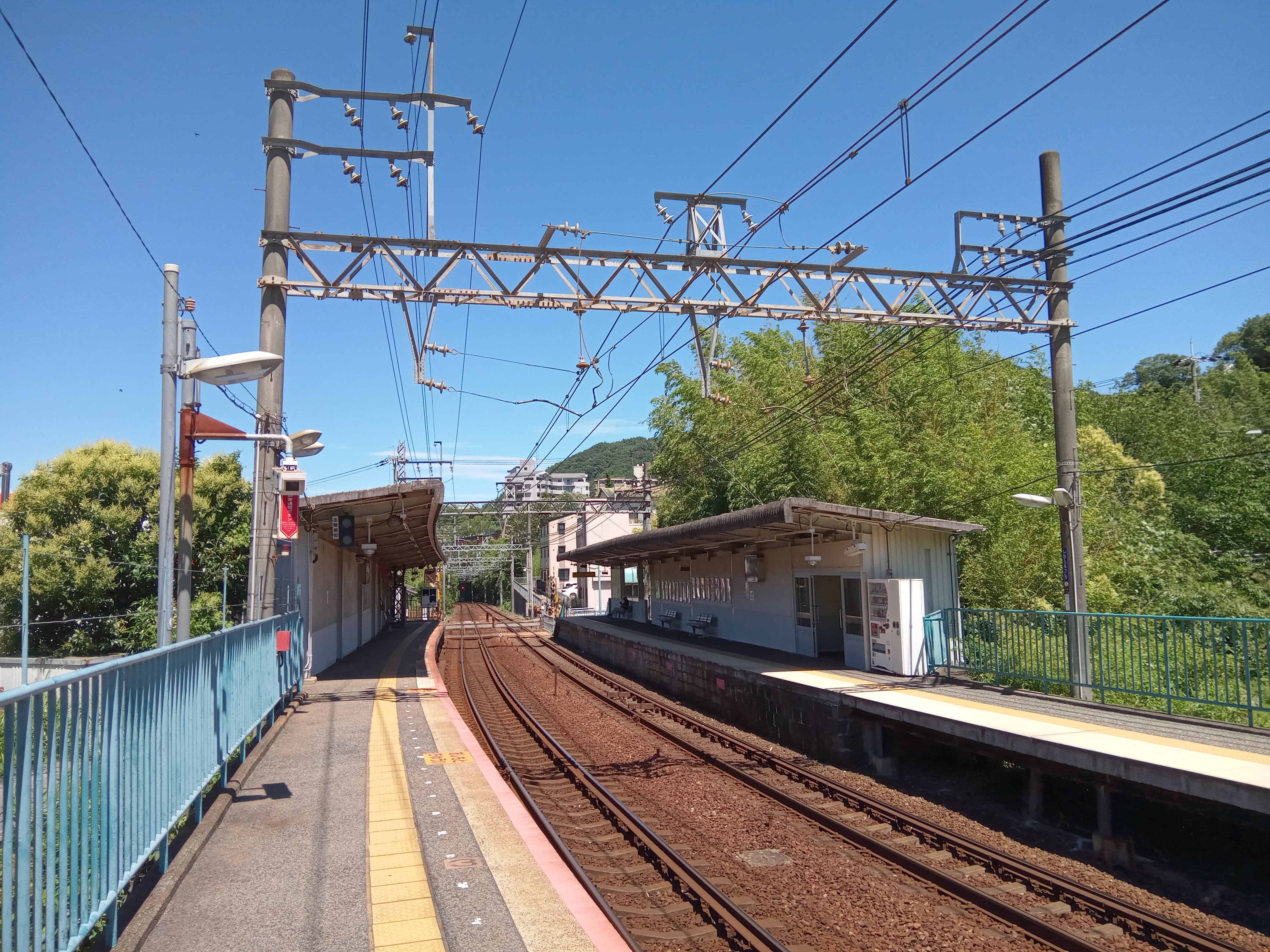
ホーム

神鉄六甲駅（しんてつろっこうえき）は、兵庫県神戸市北区有野町唐櫃字種池にある、神戸電鉄有馬線の駅。駅番号はKB13。標高323 m。
同名の阪急神戸本線にある六甲駅（灘区）は、六甲山を隔てて南に約7キロ離れている。

## 歴史
- 1928年（昭和3年）11月28日：神戸有馬電気鉄道の湊川 - 電鉄有馬（現在の有馬温泉）間開通と同時に、六甲北口駅として開業[1]。
- 1929年（昭和4年）10月10日：六甲登山口駅に改称[1]。
- 1947年（昭和22年）1月9日：三木電気鉄道との合併により、神有三木電気鉄道（現在の神戸電鉄）の駅となる。
- 1988年（昭和63年）4月1日：神鉄六甲駅に改称[1]。
- 1996年（平成8年）10月：神鉄建設工業造成の「神戸電鉄六甲ひばりが丘住宅地」街開きに合わせ駅舎改築[1]。

## 駅構造
相対式2面2線のホームを持つ地平駅。駅舎は山小屋風で下りホーム側有馬口寄りにあり、上りホームへは構内踏切で連絡している。
現在の駅舎は　神戸電鉄が開発・神鉄建設工業が建設した住宅地「六甲ひばりが丘」の街開きに合わせて1996年（平成8年）10月4日に供用開始したもので、輸入住宅の分譲に合わせた洋風の建物となった。
沿線光ネットワークに接続された駅務遠隔システムが導入されており、センター駅から自動券売機、自動改札機、自動精算機、TVカメラ、インターホン、シャッターが遠隔操作される。そのため駅員巡回駅となっており、構内売店も設けられていない。以前は駅近辺の商店で割引乗車券等の委託販売を実施していたが、2009年11月時点では行われていない。

### のりば
| ホーム | 路線   | 方向 | 行先               |
| ------ | ------ | ---- | ------------------ |
| 駅舎側 | 有馬線 | 下り | 有馬温泉・三田方面 |
| 反対側 | 有馬線 | 上り | 新開地方面         |

※のりば番号は設定されていない。

## ダイヤ
上下とも毎時4本が発車する。大部分が三田線との直通で、有馬温泉行は朝と夕方のみ運行。全列車、鈴蘭台 - 三田・有馬温泉間各駅停車。

## 利用状況
近年の1日平均乗車人員は下表のとおりである。
| 年度               | 1日平均 乗車人員 |
| ------------------ | ---------------- |
| 2007年（平成19年） | 426              |
| 2008年（平成20年） | 430              |
| 2009年（平成21年） | 436              |
| 2010年（平成22年） | 441              |
| 2011年（平成23年） | 443              |
| 2012年（平成24年） | 447              |
| 2013年（平成25年） | 471              |
| 2014年（平成26年） | 468              |
| 2015年（平成27年） | 484              |
| 2016年（平成28年） | 493              |
| 2017年（平成29年） | 523              |
| 2018年（平成30年） | 553              |
| 2019年（令和元年） | 560              |
| 2020年（令和02年） | 482              |
| 2021年（令和03年） | 510              |
| 2022年（令和04年） | 526              |

## 駅周辺
住宅が多い。
- 多聞寺

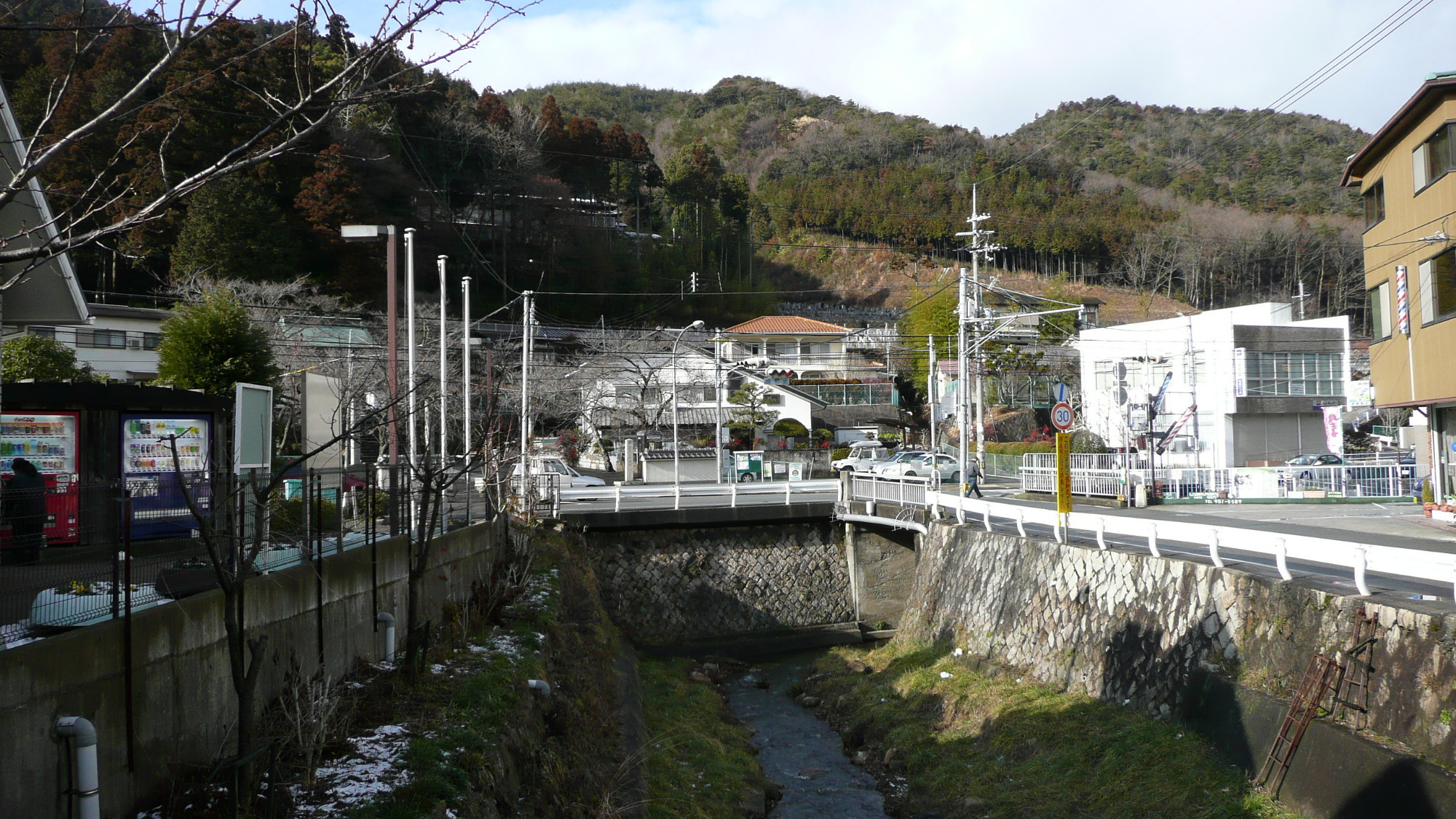
駅前風景

- 唐櫃インターチェンジ（六甲有料道路及び六甲北有料道路）
- 兵庫県道15号神戸三田線（有馬街道）

## バス路線
| 停留所名                          | 運行事業者 | 路線名・系統・行先                     |
| --------------------------------- | ---------- | -------------------------------------- |
| 神鉄六甲駅停留所 （有馬街道沿い） | 阪急バス   | 61系統：神戸駅南口 (平日6時20分発のみ) |

## 隣の駅
神戸電鉄
■有馬線
■特快速・■急行
通過
■準急・■普通
大池駅 (KB12) - 神鉄六甲駅 (KB13) - 唐櫃台駅 (KB14)